# Псалми прокляття
Псалми прокляття, що містяться в Книзі Псалмів єврейської Біблії (івр. תנ "ך), — це псалми, що містять обвинувачення, тобто закликають суд, нещастя або прокляття на ворогів або тих, кого вважають ворогами Бога. До основних псалмів, що містять прокляття, належить Псалом 69, а також Псалми 5, 6, 11, 12, 35, 37, 40, 52, 54, 56, 57, 58, 59, 79, 83, 94, 137, 139 і 143, які також вважаються псалмами проклять. Наприклад, у Псалмі 69:24 говориться про звернення до Бога: «Вилий на них Твоє обурення, і нехай наздожене їх Твій палаючий гнів».
Псалми (Tehilim, івр. תהילים, або «хвали»), що вважаються частиною як єврейського, так і християнського Писання, слугували «псалтирем» або «пісенником» стародавнього Ізраїлю, який використовувався під час храмового та приватного богослужіння.
У Новому Завіті є уривки, які цитують вірші з цих псалмів, які не є дослівними за своєю природою. Ісус цитує їх в Івана 2:17 та Івана 15:25, а апостол Павло цитує Псалом 69 в Посланні до Римлян 11:9–10 та 15:3.